# Distrikt Luyando
Der Distrikt Luyando liegt in der Provinz Leoncio Prado in der Region Huánuco in Zentral-Peru. Der Distrikt wurde am 27. Mai 1952 gegründet. Er erstreckt sich über eine Fläche von 111 km². Im Distrikt wurden beim Zensus 2017 9.330 Einwohner gezählt. Im Jahr 1993 lag die Einwohnerzahl bei 7123, im Jahr 2007 bei 8599. Sitz der Distriktverwaltung ist die 620 m hoch gelegene Stadt Naranjillo mit 3951 Einwohnern (Stand 2017). Naranjillo befindet sich 5,5 km nördlich der Provinzhauptstadt Tingo María.

## Geographische Lage
Der Distrikt Luyando befindet sich im zentralen Süden der Provinz Leoncio Prado am Westufer des nach Norden strömenden Río Huallaga. Entlang der östlichen und nördlichen Distriktgrenze verläuft dessen Nebenfluss Río Tulumayo.
Der Distrikt Luyando grenzt im Südwesten an den Distrikt Rupa-Rupa, im Westen an den Distrikt Castillo Grande, im Norden an die Distrikte  Pueblo Nuevo und Hermilio Valdizán, im Osten an den Distrikt Daniel Alomía Robles sowie im Südosten an den Distrikt Mariano Dámaso Beraún.

## Ortschaften
Im Distrikt gibt es neben dem Hauptort folgende größere Ortschaften:
- Bolaina
- Cadena (267 Einwohner)
- Marona (372 Einwohner)
- Ricardo Palma (404 Einwohner)
- Santa Rosa de Shapajilla (721 Einwohner)
- Shupajilla (204 Einwohner)